# Sierra de Orihuela
Sierra de Orihuela este o arie protejată (sit de importanță comunitară — SCI) din Spania întinsă pe o suprafață de 1.677,31 ha, integral pe uscat.

## Localizare
Centrul sitului Sierra de Orihuela este situat la coordonatele 38°05′50″N 0°58′51″W / 38.0972°N 0.9808°V.

## Înființare
Situl Sierra de Orihuela a fost declarat sit de importanță comunitară în decembrie 1997 pentru a proteja 1 specie de plante și 10 specii de animale.

## Biodiversitate
Situată în ecoregiunea mediteraneană, aria protejată conține 5 habitate naturale: Pajiști carstice calcaroase sau bazofile, de Alysso-Sedion albi, Pseudostepă cu ierburi și specii anuale de Thero-Brachypodietea, Tufărișuri termo-mediteraneene și de pre-deșert, Matorral arborescenți cu Zyziphus, Pante stâncoase calcaroase cu vegetație casmofită.
La baza desemnării sitului se află mai multe specii protejate:
- plante (1): Sideritis incana subsp. glauca
- păsări (10): acvilă de munte (Aquila chrysaetos), buha (Bubo bubo), șerpar (Circaetus gallicus), șoim călător (Falco peregrinus), Galerida theklae, Hieraaetus fasciatus, ciocârlie de pădure (Lullula arborea), Oenanthe leucura, Pyrrhocorax pyrrhocorax, silvie de tufiș (Sylvia undata)